# Louisa Stichting
De Louisa Stichting is een Nederlandse stichting met als doel financiële hulpverlening te bieden aan "kinderen die geen aanspraak kunnen maken op de Universele Rechten van het Kind" of aan kinderen die anderszins in "kommervolle omstandigheden verkeren".
De steun van de stichting is erop gericht dat het kind later beter in staat zal zijn als volwassene zelfstandig te functioneren.

## Geschiedenis

### Oprichting en vroege jaren

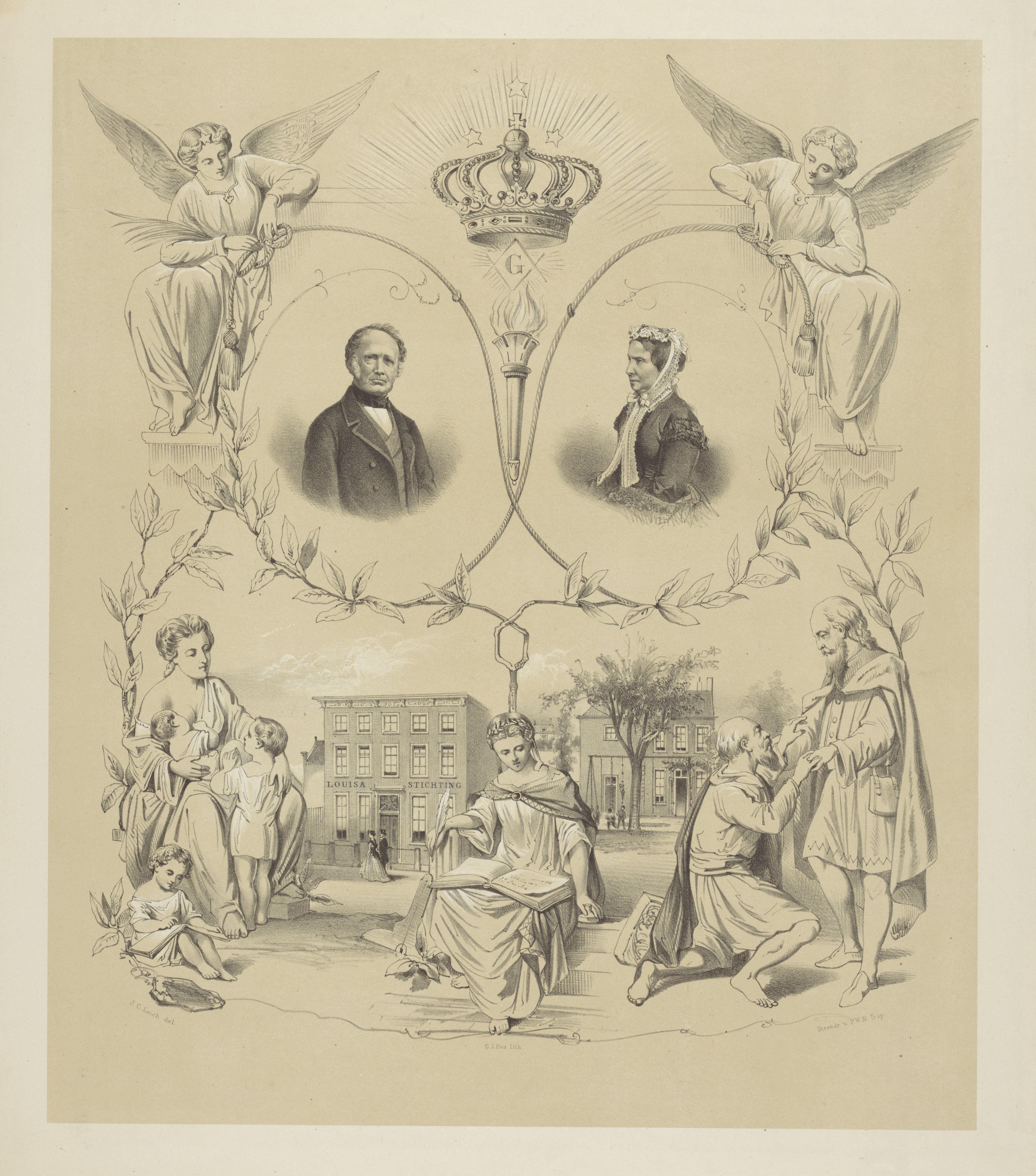
Allegorische voorstelling over de oprichting van de Louisa Stichting

De Louisa Stichting is gelieerd aan de Orde van Vrijmetselaren onder het Grootoosten der Nederlanden en is opgericht in 1868. De stichting is genoemd naar prinses Louisa, de vrouw van grootmeester prins Frederik. In die tijd bevond het zich aan de Nobelstraat 11 in Den Haag.
"Het was de oprichters van de stichting er niet alleen om te doen arme wezen een fijne jeugd te bezorgen, maar ook om er zorg voor te dragen dat deze wezen in hun verdere leven niet gebukt zouden gaan onder een daling op de maatschappelijke ladder."
In 1888 moest de Stichting het pand aan de gemeente Den Haag afstaan vanwege de aanleg van de Prinsestraat. Ze verhuisden naar een nieuw pand aan het Alexanderplein 15 in Den Haag, waarmee een nieuwe fase voor het opvanghuis begon. In 1920 ontving de stichting een aanzienlijke erfenis van E.W. baron Sloet, waarmee ze een pand kon kopen aan de Eusebiusbuitensingel 7 in Arnhem. Dit pand fungeerde als dependance, waardoor er nu aparte huisvesting was voor jongens in Den Haag en meisjes in Arnhem.

### De Tweede Wereldoorlog
In 1938 werd het dreigende oorlogsgevaar duidelijk en werden voorzorgsmaatregelen genomen. De meisjes werden naar Den Haag verplaatst en het huis Nassauplein 30 werd aangekocht. Helaas werden tijdens de bezetting in 1940 alle drie de panden geconfisqueerd door de bezettende macht en gingen ze verloren.

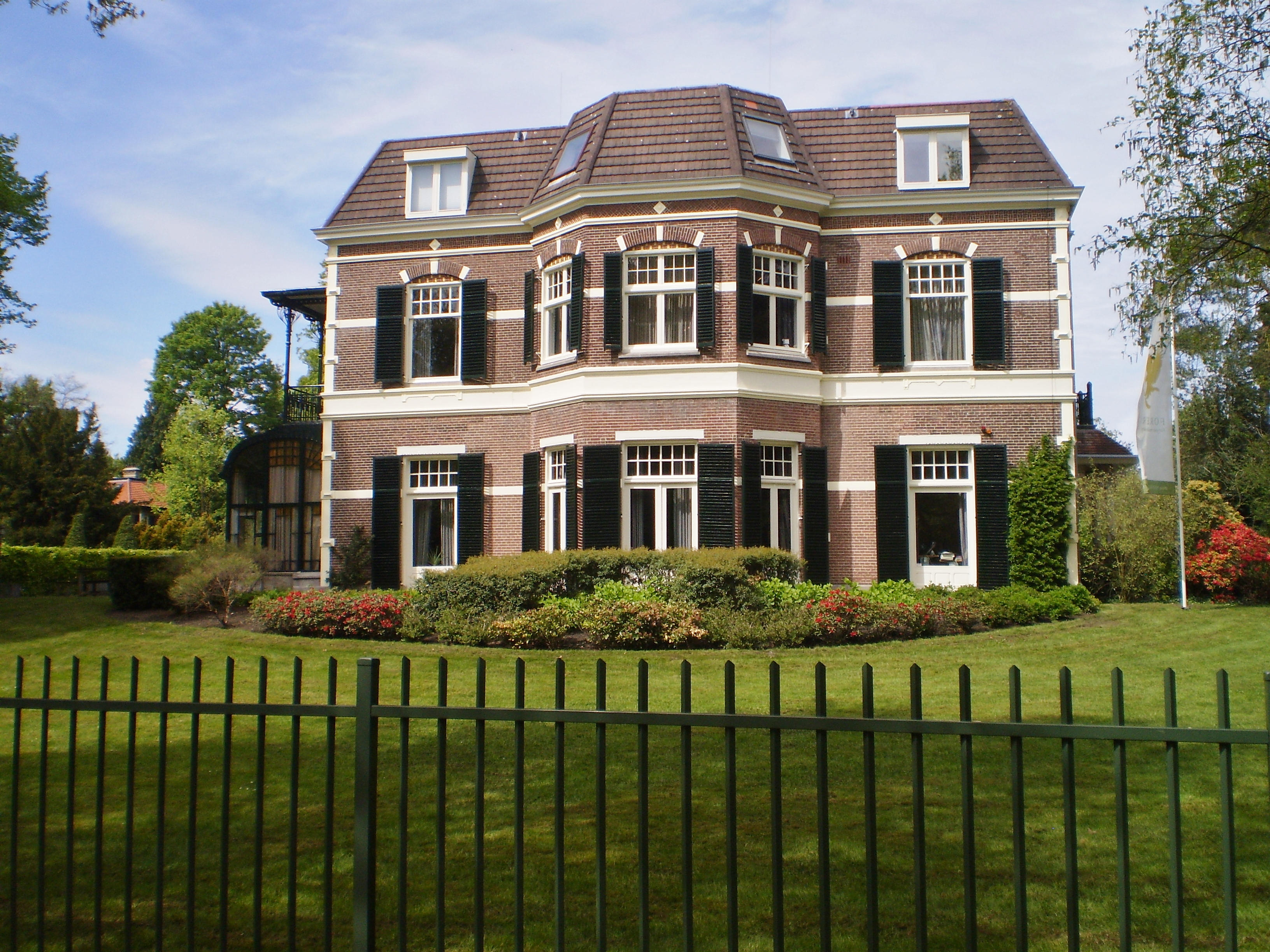
Het voormalig gebouw van Louisa State te Baarn

Na de bevrijding in 1945 werden de panden gelukkig teruggegeven. De oude locatie in Den Haag kon echter niet worden hersteld. Daarom kocht de stichting in 1947 de buitenplaats Dennenhorst aan de Gerrit van der Veenlaan 16 in Baarn.

### Louisa State
In 1949 volgde de aankoop van de aangrenzende villa Schouwenhoek, en beide panden werden na verbouwing omgedoopt tot Louisa State. Vanaf 1952 werd Louisa State ook opengesteld voor kinderen van niet-vrijmetselaren. Het opvanghuis bood plaats aan kinderen van vrijmetselaren tegen een lagere vergoeding, terwijl andere kinderen tegen betaling werden opgenomen. In 1988 werd Louisa State verzelfstandigd en werd het een internaat. Veel kinderen van wie de ouders in het toenmalige Nederlands-Indië werkten vonden daarin een gezinsvervangend tehuis. In de jaren 1960 kwamen er kinderen van wie de ouders door multinationale bedrijven in het buitenland te werk werden gesteld.

### Sluiting internaat en koerswijziging stichting
In 2001 sloot het bestuur van de stichting het internaat in de Louisa State vanwege het teruglopende aantal leerlingen en beperkt gebruik door kinderen van vrijmetselaren te sluiten. Sinds de verkoop van bezittingen in 2004, gebruikt de Louisa Stichting de opbrengsten van het belegde vermogen om steun te bieden aan kinderen en heeft zij haar doelstelling uitgebreid om hulp en ondersteuning te bieden aan alle kinderen in nood, met focus op eenmalige, kortlopende projecten in binnen en buitenland.
Vrijmetselarij · Beginselen · Geschiedenis · Symbolen · Vrijmetselaarsloge · Ordegrondwet · Obediëntie · Regulariteit en irregulariteit · Ritus · Graden · Grootmeester · Gemengde vrijmetselarij · Para-vrijmetselarij · Antivrijmetselarij · Vrijmetselarij in Nederland · Vrijmetselarij in België · Internationale vrijmetselarij
>>> Meer info op Portaal:Vrijmetselarij <<<